# Bougueria
Bougueria es un género con una especie (Bougueria nubicola) de plantas de flores de la familia Scrophulariaceae.